# Abarquh
Abarquh o Abarkuh és una ciutat del nord de Fars, a l'Iran. L'etimologia popular diu que el seu nom deriva de "bar kuh" ("a la muntanya") perquè originalment estava en un turó encara que més tard es va traslladar a la plana; a uns 5 km hi ha un massís que es diu Abarkuh. Actualment forma part del sharestan o província de Yadz, on forma el baksh o comtat d'Abarquh.

## Història

### Segles XI i XII
Apareix documentada des del segle x. Al segle xi estava en mans dels kakúyides d'Esfahan i Hamadan, una dinastia daylamita vassalla dels Buwàyhides. Abu Kalidjar Imad al-Din, emir buwàyhida de Fars, va atacar al Kakúyida Zahir al-Din Abu Mansur Faramarz ben Ala al-Dawla Muhammad el 435 de l'hègira (1043 / 1044) i li va ocupar la ciutat però després fou el seljúcida Toghrul Beg el que va sotmetre als kakúyides a vassallatge (1049) i el 1051 va ocupar Esfahan a Zahir al-Din Abu Mansur Faramarz però en compensació li va donar Yadz i Abarquh. La ciutat fou governada per la família firuzànida d'origen daylamita (Eskavar al Mazanderan) que apareix vers el 1056 o 1057, amb Amid-al-dīn Shams al-dawla Abu Ali Hazarasp Fīruzani, sotmesa als seljúcides.

### Segles XII a XVI
Va pertànyer a seljúcides, xa de Coràsmia, il-kànides, injúides, muzaffàrides, timúrides i Ak Koyunlu.

### Tamerlà i els timúrides
Quan Tamerlà va anar a Fars i va arribar a Bandemir, el van anar a trobar uns ambaixadors del governador d'Abarkuh, Pahlawan Muhadib Khurasani, que va manifestar que ell aniria a la cort i que li suplicava designar un daruga (governador) per Abarkuh i Tamerla va designar a Tukel Bahadur Shah. Just arribat aquest a Abarkuh, Pahlawan va anar al campament de Tamerlà i va rebre l'honor de baixar el tapis del tron de Timur (1388). Després l'emperador va anar a Abarkuh on Pahlawan li va oferir regals i fou confirmat com a príncep d'Abarkuh amb dret hereditari; després va seguir trajecte, passant per la regió d'Esfahan i cap a Taktapol en direcció a Transoxiana.
El 1389 el muzaffàrida Shah Mansur va reagrupar l'exèrcit i va conquerir els castells de Bid (uns 25 km al sud d'Abarkuh), Sermak i Meruset; es va dirigir a Abarkuh on Pahlawan va resistir l'atac; Shah Mansur va desistir d'assetjar-la i va tornar a Siraz. Shah Mansur va derrotar després a Zayn al-Abidin Ali que havia pensat que era el moment per recuperar el tron; Pahlawan, alarmat per l'èxit de Shah Mansur, va buscar una aliança estreta amb Shah Yahya de Yadz, i aprofitant una visita de Shah Yahya a les muntanyes de Yadz, a només un dia de camí d'Abarkuh, el va anar a trobar i van acordar aquesta aliança que van jurar ambdós solemnement. Després Shah Yahya va visitar Abarkuh. Però una vegada allí, sota pressió dels seus amirs i consellers, va violar el tractat, es va apoderar de Pahlawan i el va enviar al castell de Melus, a la frontera amb Yadz on fou executat (1389 o 1390).
Llavors va establir una guarnició a Abarkuh i va nomenar governador a Muhammat Kurji, retornant després a Yadz. Shah Mansur va anar a Abarkuh i va ocupar la ciutat; el governador es va retirar a la fortalesa. Shah Mansur va establir una guarnició a la població i va continuar cap a Yadz. Shah Yahya va enviar un correu a Muhammad Kurji ordenant-li sotmetre la fortalesa a Shah Mansur amb la condició de no atacar Yadz. Shah Mansur va interceptar el correu i va retornar cap a Abarkuh on va fer saber la ordre a Muhammad Kurji, que va acceptar lliurar la fortalesa. Llavors Shah Mansur va fortificar la població i la fortalesa però va deixar en pau a Yadz, marxant cap a Esfahan, el territori de la qual va assolar, retornant finalment a Siraz.
Quan finalment Tamerlà es va apoderar dels dominis muzaffàrides, el govern de Yadz fou assignat a Temuke Kutxin i el d'Abarkuh a Lalam Kutxin.
A la mort de Tamerlà (1405) Pir Muhàmmad ibn Úmar Xaykh va fer alguns canvis: Abd al-Rahman Iltxikdai (governador o daroga de Yadz) i Sultan Mahmud (daroga d'Abarkuh) van rebre robes d'honor i foren substituïts per Malik Isxetberdar i Timur Velik, els quals van entregar les claus i els tresors locals sense cap oposició. Foren admesos a la cort de Siraz entre els principals amirs. En la seva lluita contra Iskandar ibn Umar Xaykh, Xah Rukh va enviar a l'amir Sultan Baiazet Barles i a l'amir Jakmak Xami a ocupar Abarkuh.

### Safàvides
Sota els safàvides el seu govern junt amb Yazd, Biabanak i altres ciutat de la part centro-occidental de l'Iran, fou concedit a alts oficials de la cort, i formava part dels dominis de la corona (mahall-e kassa).

### Segles XVII a XIX
Al començament del segle xvii es va nomenar un jutge religiós (hakem-e shar) a la ciutat mentre el districte fou governat pel tofangci agasi ("comandant dels mosqueters"). Va ser teatre de lluites contra els afgans primer i després entre zands i qajars; inicialment en poder dels qajars va ser ocupada per Lutf Ali Khan Zand el 1793 / 1794 i la va conservar fins al final del seu regnat.